# Lebensunwertes Leben
Lebensunwertes Leben är en tysk fras med innebörden "ovärdigt liv". Termen var en nazistisk beteckning för de personer i samhället som man, enligt Nazitysklands raspolitik,  ansåg inte hade rätt att leva, och därför skulle tillintetgöras. Detta koncept formade en viktig del i den ideologi inom nazismen som bland annat ledde till förintelsen. Uttrycket uppkom 1920 i boken Die Freigabe der Vernichtung Lebensunwerten Lebens (ungefär Godkännande att tillintetgöra ovärdigt liv) av Karl Binding och Alfred Hoche.